# 1978 у хокеї з шайбою
Нижче наведені хокейні події 1978 року у всьому світі.

## Головні події
На чемпіонаті світу в Празі золоті нагороди здобула збірна СРСР.
У фіналі кубка Стенлі «Монреаль Канадієнс» переміг «Бостон Брюїнс».
У шостому сезоні Всесвітньої хокейної асоціації кубок АВКО здобув клуб «Вінніпег Джетс».

## Національні чемпіони
- Австрія: АТСЕ (Грац)

- Болгарія: «Левскі-Спартак» (Софія)
- Данія: «Редовре»
- Італія: «Больцано»
- Нідерланди: «Фенстра Флаєрс» (Геренвен)
- НДР: «Динамо» (Берлін)
- Норвегія: «Манглеруд Стар» (Осло)
- Польща: «Подгале» (Новий Тарг)
- Румунія: «Стяуа» (Бухарест)
- СРСР: ЦСКА (Москва)
- Угорщина: «Ференцварош» (Будапешт)
- Фінляндія: «Ессят» (Порі)
- Франція: «Гап»
- ФРН: «Ріссерзеє» (Гарміш-Партенкірхен)
- Чехословаччина: СОНП (Кладно)
- Швейцарія: «Біль»
- Швеція: «Шеллефтео»
- Югославія: «Акроні» (Єсеніце)

## Переможці міжнародних турнірів
- Кубок європейських чемпіонів: ЦСКА (Москва, СРСР)
- Турнір газети «Известия»: збірна СРСР
- Турнір газети «Руде Право»: збірна СРСР
- Турнір газети «Советский спорт»: «Динамо» (Москва)
- Кубок Шпенглера: «Дукла» (Їглава, Чехословаччина)
- Північний кубок: АІК (Стокгольм, Швеція)
- Кубок Татр: ВСЖ (Кошиці, Чехословаччина)

## Народились
- 1 березня — Маркус Нільсон, шведський хокеїст.